# Erbbegräbnisstätte Harkort

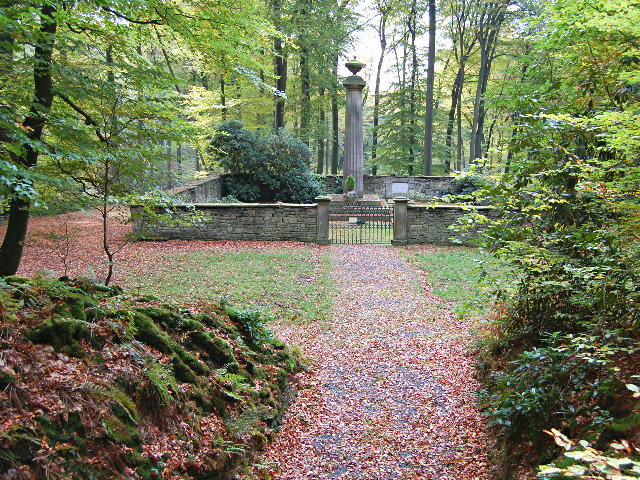
Erbbegräbnisstätte Harkort bei Gut Schede im Herbst

Die Erbbegräbnisstätte Harkort (auch bezeichnet als Erbbgr. Schede) ist ein denkmalgeschütztes Erbbegräbnis der auf Gut Schede ansässigen Familie Harkort in der Stadt Herdecke in Nordrhein-Westfalen. Bekannt ist die Anlage vor allem als Grabstätte des Industriepioniers Friedrich Harkort.
Der „Harkort'sche Privatfriedhof“ befindet sich im Ardeygebirge auf 132 m Höhe zwischen zwei namenlosen Quellsiepen am Südwestende des Höhenrückens Auf dem Heil. Er liegt im zu Schede gehörenden Privatwald, einem ausgedehnten Rotbuchenwaldbestand, etwa 350 m westlich des Scheder Gutshauses und innerhalb des Landschaftsschutzgebiets Schede, Auf dem Heil, Rostesiepen, Kallenberg, Harkortberg, Harkortsee, Ruhrauen.
Seit 1985 ist das Erbbegräbnis als Baudenkmal Nr. 101 in der Denkmalliste von Herdecke eingetragen.

## Geschichte

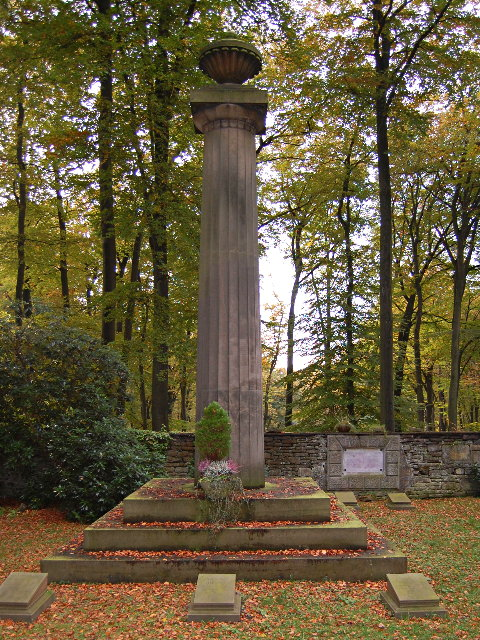
Die freistehende Säule in der Mitte der Anlage

Seit Mitte des 18. Jahrhunderts ist die Familie Harkort auf Gut Schede ansässig. Das Erbbegräbnis wurde Anfang des 19. Jahrhunderts von Peter Harkort angelegt; der älteste vorhandene Grabstein erinnert an die 1814 gestorbene Klara Sophia Elisabeth Harkort geb. Busch. 
Zur Entstehungszeit der Anlage gibt es voneinander abweichende Angaben. So wird die Erbbegräbnisstätte u. a. in Materialien der Route Industriekultur, beispielsweise auf einer Informationstafel zum Standort Haus Schede, als „architektonisch aufwendig gestaltete Erbgruft“ beschrieben, die „um 1860/70“ entstanden sei. Diese Datierung bezieht sich eventuell auf die Errichtung der Gedenksäule. Auch die Bezeichnung der gesamten Erbbegräbnisstätte als Gruft ist ungenau.
Die Begräbnisstätte wird bis heute genutzt.

## Ausstattung und Gestaltung

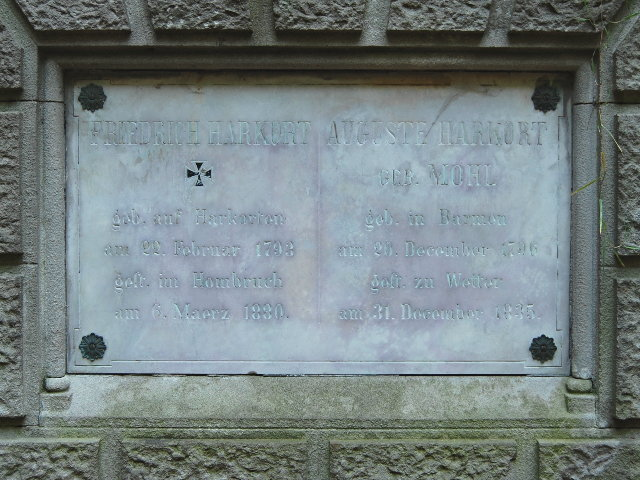
Die in die Umfriedungsmauer eingelassene Gedenkplatte für Friedrich und Auguste Harkort

### Bauliche Teile
Die Anlage hat einen quadratischen Grundriss. Eingefriedet ist sie durch eine teils übermannshohe Bruchstein-Trockenmauer aus Ruhrsandstein, in deren Nordostseite sich ein zweiflügeliges Eisentor befindet, das von Sandstein-Pfeilern eingefasst ist. Auf der dem Eingang gegenüberliegenden Seite ist eine steinerne Gedenktafel für Friedrich Harkort und seine Ehefrau Auguste Louise Harkort in die Einfriedungsmauer eingelassen.
In der Mitte der Anlage befindet sich eine mehrere Meter hohe freistehende Gedenksäule, die oberhalb von Kapitell und Abakus von einer stilisierten Urne gekrönt wird. Die Säule hat, der dorischen Ordnung entsprechend, oberhalb des dreistufigen, quadratischen Unterbaus (Krepis) keine Basis.

### Grünfläche
Die Anlage ist mit einem verwilderten Schattenrasen begrünt und mit einigen Rhododendron-Büschen versehen. Pflege- und Rückschnittmaßnahmen werden bei Bedarf durchgeführt.

### Historische Grabstellen
Die steinernen Grabplatten in der Anlage sind gleichgestaltig und schlicht gehalten. Lediglich Namen und wesentliche Lebensdaten sind eingraviert. Die Grabplatten jüngeren Datums gleichen in Bezug auf Material, Abmessungen und Beschriftungen den älteren Steinen.
Bestattet sind u. a. folgende im 19. Jahrhundert gestorbene Personen (Auflistung nach Todesjahr):
- Klara Sophia Elisabeth Harkort geb. Busch (1762–1814)
- Peter Nikolaus Harkort (1755–1817)
- Peter Harkort (1786–1822)
- Auguste Louise Harkort geb. Mohl (1796–1835)
- Christiane Harkort geb. Wille (1794–1873)
- Friedrich Harkort (1793–1880)
- Peter Harkort (1820–1888)
- Auguste Funk geb. Harkort (1819–1899)

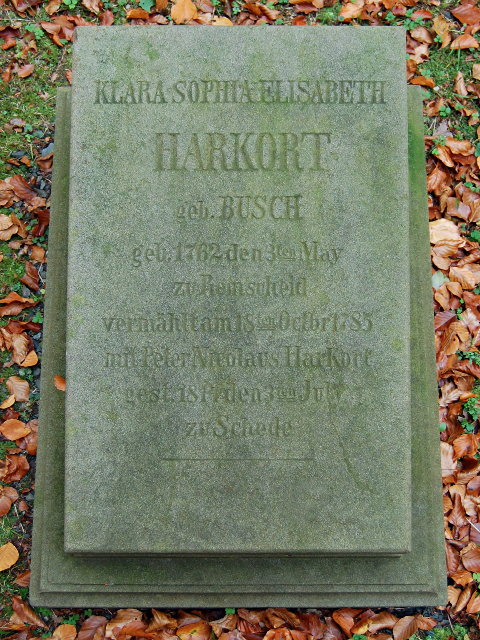
Grabstein für Klara Sophia Elisabeth Harkort († 1814)
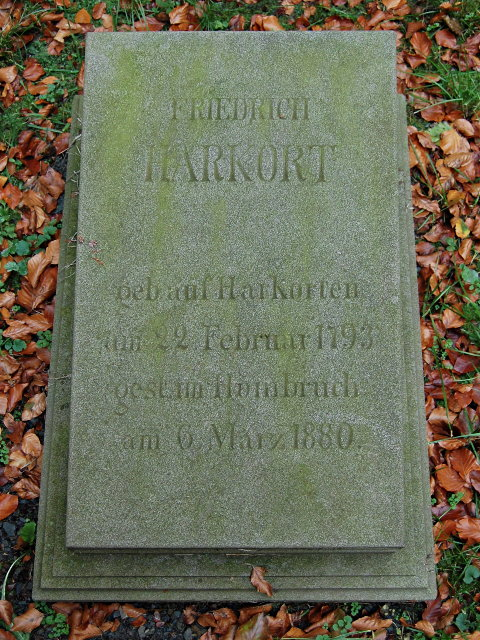
Grabstein für Friedrich Harkort († 1880)

## Tourismus

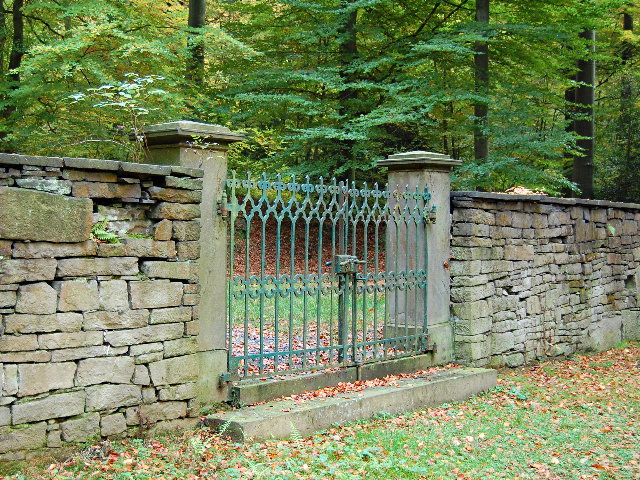
Das Eingangstor der Anlage

Die Erbbegräbnisstätte ist im Rahmen eines Waldspaziergangs über den Hauptweg von Gut Schede aus sowie über Trampelpfade aus mehreren Richtungen erreichbar. Der Ruhrhöhenweg, ein Weitwanderweg des Sauerländischen Gebirgsvereins, verläuft nur wenige hundert Meter am Erbbegräbnis vorbei.